# Christina Kollmann-Forstner
Pour les articles homonymes, voir Kollmann.
Christina Kollmann-Forstner, née le 14 mars 1988 à Schladming est une vététiste marathlonienne professionnelle autrichienne.

## Biographie
En 2017, elle est sacrée championne d'Europe de cross-country marathon. L'année suivante, elle devient vice-championne du monde de cross-country marathon. En avril 2019, elle annonce subitement mettre un terme à sa carrière. Elle explique que plusieurs blessures ont affecté sa carrière sportive et qu'elle veut consacrer son temps à sa famille. Fin mai, elle est suspendue quatre ans par l'Union cycliste internationale en raison de potentielles violations des règles antidopage sur la base des informations reçues des autorités policières autrichiennes dans le cadre de l'opération Aderlass,.

## Palmarès[4]

### Championnat du monde de VTT
- Val Gardena 2015
  - Huitième du cross-country marathon
- Laissac 2016
  - Huitième du cross-country marathon
- Singen 2017
  - Cinquième du cross-country marathon
- Auronzo di Cadore 2018
  -  Médaillée d'argent du cross-country marathon

### Autres
- 2013
  -  Championne d'Autriche de marathon
- 2015
  -  Championne d'Autriche de marathon
  - Extrême Sur Loue (MTB marathon séries)
  - O-Tour Bike (MTB marathon séries)
  - Val di Fassa (MTB marathon séries)
  - Tiliment Marathon Bike
- 2016
  - Alpentour trophy
- 2017
  -  Championne d'Europe de cross-country marathon
  - Roc d' Ardennes
  - Alpentour trophy